# Алексеев, Артём Михайлович
Артём Миха́йлович Алексе́ев (род. 11 мая 1989, Мелеуз) — российский легкоатлет, специалист по бегу на длинные дистанции, кроссу и марафону. Выступает на профессиональном уровне с начала 2010-х годов, член сборной России, призёр первенств национального значения, двукратный победитель Московского марафона, победитель Казанского марафона и других крупных стартов на шоссе.

## Биография
Артём Алексеев родился 11 мая 1989 года в городе Мелеузе Башкирской АССР. Впоследствии переехал на постоянное жительство в Уфу. Окончил Уфимский юридический институт МВД России.
Впервые заявил о себе в лёгкой атлетике на взрослом всероссийском уровне в сезоне 2013 года, когда на чемпионате России по марафону в Москве с результатом 2:19:47 занял итоговое пятое место.
В 2014 году стал шестым на марафоне в Анси (2:17:33) и пятым на марафоне в Подгорице (2:21:55).
В 2015 году занял 16-е место на Варшавском марафоне (2:14:57), финишировал пятым на чемпионате России по полумарафону в Новосибирске (1:06:35).
В 2016 году был четвёртым на Волгоградском марафоне памяти Бориса Гришаева (2:14:49), третьим на Новосибирском полумарафоне (1:05:28), одержал победу на Московском марафоне, установив при этом рекорд трассы и свой личный рекорд — 2:13:42.
В 2017 году показал третий результат на Сочинском полумарафоне (1:04:43), с результатом 2:15:32	выиграл серебряную медаль на чемпионате России по марафону, прошедшем в рамках Волгоградского марафона, где уступил только Степану Киселёву. Помимо этого, финишировал вторым на полумарафоне в Казани (1:06:12) и вновь стал победителем Московского марафона (2:14:15).
В 2018 году в качестве нейтрального атлета стартовал на чемпионате Европы по кроссу в Тилбурге, расположился в итоговом протоколе соревнований на 59-й строке. Также победил на Казанском марафоне (2:17:45), выступил на Дублинском марафоне (2:18:21).
На чемпионате России по марафону 2019 года, прошедшем в рамках Казанского марафона, с результатом 2:16:44 пришёл к финишу пятым. Был вторым на Сочинском полумарафоне (1:03:41) и четвёртым на Московском полумарафоне (1:06:55).
В 2020 году на Московском марафоне показал результат 2:22:18 и занял итоговое шестое место.	
В 2021 году добавил в послужной список победу на Царскосельском марафоне в Пушкино (2:16:42).